# Idioma zutuhil
El idioma zutuhil (tz'utujil o tzijob'al) es hablado por aproximadamente 100 000 personas en varios municipios del sur de Sololá y del norte de Suchitepéquez, en Guatemala. Existen por lo menos cuatro variantes dialectales importantes: la de Santiago Atitlán, la de San Pedro la Laguna, San Juan la Laguna, San Pablo la Laguna, Santa María Visitación, la de San Lucas Tolimán y la de Chicacao.

## Fonología
En las siguientes tablas cada uno de los fonemas del tz'utujil está representado por el carácter. o conjunto de caracteres, que de indican en la ortografía estándar desarrollada por la Academia de Lenguas Mayas de Guatemala (ALMG). Si fuera diferente, el simbología correspondiente en el Alfabeto Fonético Internacional aparece entre paréntesis.

### Vocales
El idioma tz'utujil tiene cinco vocales cortas y cinco vocales elongadas.
| Corta | Elongada |                                        |
| ----- | -------- | -------------------------------------- |
| i     | ii       | vocal anterior cerrada no redondeada   |
| e     | ee       | vocal central no redondeada            |
| a     | aa       | vocal central abierta no redondeada    |
| u     | uu       | vocal posterior cerrada redondeada     |
| o     | oo       | vocal semiposterior cerrada redondeada |

### Consonantes
En el idioma tz'utujil, al igual que en otras lenguas mayas, no se distingue oclusivas y africadas sonoras y sordas, sino que se distingue oclusivas y africadas normales y glotalizadas. Las oclusivas y africadas normales (técnicamente "pulmónica egresiva") por lo general no son sonores y se aspiran en los extremos de las palabras y no se aspiran en otros lugares. Las oclusivas y africadas glotalizadas suelen ser eyectivas en el caso de k' , ch' , y tz'  y implosivas en el caso de b' , t' , y q' .
|             | Bilabial | Bilabial | Alveolar | Alveolar  | Palatal | Palatal   | Velar  | Velar  | Uvular | Uvular | Glotal |  |
| normal      | glotal   | normal   | glotal   | normal    | glotal  | normal    | glotal | normal | glotal | normal |        |  |
| ----------- | -------- | -------- | -------- | --------- | ------- | --------- | ------ | ------ | ------ | ------ | ------ |  |
| Oclusivas   | p        | b' [ɓ]   | t        | t' [ɗ]    |         |           | k      | k'     | q      | q' [ʠ] | ' [ʔ]  |  |
| Africadas   |          |          | tz [ts]  | tz' [tsʼ] | ch [tʃ] | ch' [tʃʼ] |        |        |        |        |        |  |
| Fricativas  |          |          | s        | s         | x [ʃ]   | x [ʃ]     |        |        | j [χ]  | j [χ]  |        |  |
| Nasales     | m        | m        | n        | n         |         |           |        |        |        |        |        |  |
| Líquidas    |          |          | l r      | l r       |         |           |        |        |        |        |        |  |
| Semivocales |          |          |          |           | y [j]   | y [j]     | w      | w      |        |        |        |  |

 Swi esw

## Ejemplos
[cita requerida]
- maltyoox - 'gracias'
- saqari - 'buenos días'
- xqa'j q'iij - 'buenas tardes'
- xok aaq'a'  - 'buenas noches'
- na'an - 'adiós'
- Chuach Chik'  - 'Hasta Mañana' [cita requerida]
- Chuach Chik a'  - 'Hasta Mañana, Version amigable' [cita requerida]
- unshatachik'  - 'Hasta en un rato' [cita requerida]
- jo'  - '¡Vamos!'
- utz aawach - '¿Cómo está?'
- jee'  - 'sí'
- mani'  - 'no'
- Wachalal'  - 'Hermanos y Hermanas somos uno' [cita requerida]
- kikotemash'  - 'Amor y Paz para ti' [cita requerida]
- Dios kikotemash '  - 'Dios los ama hermanos y hermanas' [cita requerida]
- Ajuel'  - 'Manuel'
- Ashap'  - 'Jose' [cita requerida]
- ishtamaljia'  - 'Maria' [cita requerida]